# Витковский, Виталий Викторович
Виталий Викторович Витковский (род. 15 марта 1926, Харьков) — советский и украинский дирижёр. Заслуженный деятель искусств Украины (1995).

## Биография
Участник Великой Отечественной войны, получил боевые награды.
В 1958 году окончил Киевскую консерваторию по классу М. Корнештейна. В 1958—1981 годах был дирижёром оркестров в театрах УССР и БССР.
В 1981—1995 годах был главным дирижёром Сумского областного театра драмы и музыкальной комедии имени М. С. Щепкина.
В 1995—2002 годах дирижировал в Криворожском городском театре драмы и музыкальной комедии имени Т. Г. Шевченко. В 2002 году выехал в Германию.
Дирижировал спектакли: «В воскресенье рано зелье копала» по О. Кобылянской; «Ой, не ходи, Грицю, тай на вечерницы» М. Старицкого; «Весёлая вдова» Ф. Легара; «Летучая мышь» И. Штрауса; «Три мушкетёра» М. Дунаевского; «Марица», «Сильва» И. Кальмана.
Витковский часто занимался переоркестровкой спектаклей. В одном случае он стремился эффектней подать знакомую мелодию, в другом — показать её так, чтобы слушатель смог открыть в ней черты, которых раньше не замечал.